# Nordic Aviation Capital
Nordic Aviation Capital (NAC) è una società danese impegnata nell'acquisto, nel leasing e nella vendita di aeromobili principalmente turboelica. NAC possiede la più grande flotta al mondo di aerei regionali. L'azienda ha sede a Limerick, in Irlanda, da gennaio 2020.

## Storia
L'azienda è stata fondata nel 1990 da Martin Møller Nielsen e aveva la sua prima sede a Skive. Il primo grande acquisto avvenne nel 1993, quando NAC acquistò 30 Cessna Caravan II, poi noleggiati o rivenduti. Nel 2000 , l'azienda iniziò a concentrarsi su aeromobili turboelica con una capacità di oltre 30 posti e l'anno successivo venne acquistato il primo ATR 42.
Nel 2004 , Nordic Aviation Capital ha spostato la sua sede all'aeroporto di Billund, contemporaneamente all'apertura di un ufficio all'aeroporto di Shannon, vicino a Shannon. La flotta di velivoli è arrivata per la prima volta a oltre 100 nel 2008, quando in collaborazione con Kirk Kapital ha acquistato 39 ATR 72, successivamente affittati ad American Eagle. Nel 2010, la flotta di aeromobili ha superato le 150 unità.
Jet Time è diventata la prima compagnia aerea nel 2010 in cui NAC è entrata a far parte del circolo di proprietà, dopo che Martin Møller aveva rilevato le azioni di Ivan Nadelmann. È stata NAC a consegnare i primi quattro aerei a Jet Time.
Nel 2011, NAC ha acquistato dieci esemplari del nuovo ATR 72-600. L'anno successivo, il numero totale di velivoli raggiunse oltre 200, quando furono acquistati 12 Bombardier CRJ1000 NextGen, che dovevano essere utilizzati da Garuda Indonesia. Al Paris Air Show 2013, ATR ha annunciato che NAC aveva effettuato un ordine per 90 aeromobili per un valore totale di 2,1 miliardi di dollari USA.
Nell'agosto 2015, il fondo di private equity svedese EQT Partners ha acquistato poco più della metà delle azioni di NAC, che hanno assicurato al fondatore Martin Møller un importo di circa 11 miliardi di DKK. Møller ha continuato ad essere il presidente del consiglio di amministrazione della società.

## Flotta
A gennaio 2021, la flotta di NAC è così composta:
- 37 ATR 42
- 164 ATR 72
- 16 Bombardier serie CRJ
- 90 Bombardier serie Q
- 27 Embraer E170/E175
- 149 Embraer E190/E195

La compagnia ha inoltre un ordine per 7 Airbus A220.